# Carea felix
Carea felix är en fjärilsart som beskrevs av Louis Beethoven Prout 1922. Carea felix ingår i släktet Carea och familjen trågspinnare. Inga underarter finns listade i Catalogue of Life.